# 1658
1658 (MDCLVIII) byl rok, který dle gregoriánského kalendáře započal úterým.

## Události

### Probíhající události
- 1635–1659 – Francouzsko-španělská válka
- 1652–1689 – Rusko-čchingská válka

## Narození

#### Česko
- 18. srpna – Jan František Beckovský, český spisovatel a historik († 26. prosinec 1722)
- neznámé datum
  - Engelbert Hájek, římskokatolický kněz a opat kanonie v Zábrdovicích († 5. listopadu 1712)

#### Svět
- 18. února – Abbé de Saint-Pierre, francouzský kněz, diplomat a osvícenský politický myslitel († 29. dubna 1743)
- 11. dubna – James Hamilton, 4. vévoda z Hamiltonu, skotský šlechtic († 15. listopadu 1712)
- 19. dubna – Jan Vilém Falcký, vévoda jülišský a bergský, kurfiřt († 8. června 1716)
- 22. dubna – Giuseppe Torelli, italský barokový hudební skladatel († 1709)
- 22. června – Ludvík VII. Hesensko-Darmstadtský, německý šlechtic († 31. srpna 1678)
- 10. července – Luigi Ferdinando Marsili, italský přírodovědec a důstojník († 1. listopadu 1730)
- 01. srpna – Pierre-Joseph Garidel, francouzský lékař a botanik († 1737)
- 30. září – Alžběta Eleonora Brunšvicko-Wolfenbüttelská, německá šlechtična († 15. března 1729)
- 05. října – Marie Beatrice d'Este, anglická královna, manželka Jakuba II. Stuarta († 7. května 1718)
- 19. října – Adolf Fridrich II. Meklenbursko-Střelický, německý vévoda († 12. května 1708)
- neznámé datum
  - Charles Mordaunt, 3. hrabě z Peterborough, britský generál a admirál († 25. října 1735)
  - Annibale Mazzuoli, italský malíř († 17. prosince 1743)
  - Jacobus Bisschop, nizozemský malíř († 1697)

## Úmrtí

#### Česko
- 04. července – Kryštof Ferdinand Popel z Lobkowicz, šlechtic (* 9. října 1614)
- 05. srpna – Gundakar z Lichtenštejna, česko-rakouský šlechtic (* 30. ledna 1580)

#### Svět
- 09. ledna – Melchior Hatzfeld, císařský polní maršál původem z Polska (* 20. října 1593)
- 25. dubna – Gil González de Ávila, španělský historik (* 1570)
- 30. června – Onufrij Stěpanov, sibiřský kozák a velitel ruských sil na Amuru (* 1. září 1610)
- 01. září – Francesco Lucio, italský varhaník a hudební skladatel (* asi 1628)
- 03. září – Oliver Cromwell, Lord Protector Anglie, Skotska a Irska během jejich krátkého republikánského období (* 25. dubna 1599)
- 16. září – Georg Philipp Harsdörffer, německý jazykovědec (* 1. listopadu 1607)
- 14. října – František I. d'Este, vévoda z Modeny a Reggia (* 6. září 1610)
- 06. prosince – Baltasar Gracián, španělský jezuita, spisovatel a filosof (* 1601)
- neznámé datum
  - Gil González de Ávila, španělský historik (* 1559)
  - Pieter Anthonisz. van Groenewegen, nizozemský malíř (* 1590/1600)
  - Lucy Walterová, milenka anglického krále Karla II. (* 1630)

## Hlavy států
- České království – Leopold I.
- Svatá říše římská – Leopold I.
- Papež – Alexandr VII.
- Anglické království – Oliver Cromwell – Richard Cromwell
- Francouzské království – Ludvík XIV.
- Polské království – Jan II. Kazimír
- Uherské království – Leopold I.
- Skotské království – Oliver Cromwell – Richard Cromwell
- Chorvatské království – Leopold I.
- Rakouské arcivévodství – Leopold I.
- Osmanská říše – Mehmed IV.
- Perská říše – Abbás II.